# Angola na Letnich Igrzyskach Olimpijskich 2012
Angolę na Letnich Igrzyskach Olimpijskich 2012 w Londynie reprezentowało 5 mężczyzn i 29 kobiet w 7 dyscyplinach. Żaden z zawodników nie zdobył medalu, zaś największym osiągnięciem na tych igrzyskach było zajęcie 6. miejsca  w kajakarstwie klasycznym. Chorążym była Antónia Moreira. Najmłodszym reprezentantem kraju była pływaczka Mariana Henriques, która w dniu igrzysk miała zaledwie 18 lat i 8 dni, a najstarszym chorąży Antónia Moreira.
Był to 8 start Angoli na Letnich Igrzyskach Olimpijskich, gdzie dotychczas nie zdobyli żadnego medalu. Od 1980 roku jest zgłaszana regularnie przez Komitet Olimpijski Angoli, jedynie w 1984 roku podjęto bojkot i nie występowali.

## Boks
Eliminacje bokserskie dla Afryki do letnich Igrzysk Olimpijskich odbyły się od 29 kwietnia do 7 maja w Casablance. Udział w kwalifikacjach wzięło trzech Angolczyków.
Jako pierwszy startował Luvumbu Júnior, który 28 kwietnia walczył z Nigeryjczykiem Kehinde Ademuyiwa w 1/32 w wadze półśredniej (69 kg). Walka odbywała się na punkty i ostatecznie wygrał reprezentant Nigerii 4:13 – w finale wygrał zawodnik Maroka Mehdi Khalsi.
30 kwietnia startował Vidal Gaieta w wadze średniej (75 kg), w rundzie 1/16 walczył z Jovette Jean z którym na punkty wygrał 11:6. 2 maja w ćwierćfinale zmierzył się z Nigeryjczykiem Muideen Akanji, który rozgromił Angolczyka 3:14 przez co odpadł z rywalizacji o udział w igrzyskach. W tej wadze zwycięzcą był Badreddine Haddioui – Marokańczyk.
Ostatnim zawodnikiem reprezentacji Angoli był Tumba Silva, który startował w wadze ciężkiej (91 kg). W rundzie 1/16 jego przeciwnikiem był Kenijczyk Daniel Shisia. Tumba mimo że przegrał 9:21 zakwalifikował się jako jedyny zawodnik Angoli na LIO 2012 poprzez dziką kartę. Mimo dostania się na igrzyska w pierwszej rundzie oddał walkowera na rzecz Włocha.
| Zawodnik    | Konkurencja         | 1/8                 | Ćwierćfinały     | Półfinały        | Finał            | Finał   |
| Zawodnik    | Konkurencja         | Przeciwnik Wynik    | Przeciwnik Wynik | Przeciwnik Wynik | Przeciwnik Wynik | Pozycja |
| ----------- | ------------------- | ------------------- | ---------------- | ---------------- | ---------------- | ------- |
| Tumba Silva | waga ciężka – 91 kg | Clemente Russo P WO | NQ               | NQ               | NQ               | NQ      |

## Judo
Kwalifikacja opierała się na rankingu opublikowanego 10 maja 2012 roku przez Międzynarodową Federację Judo. Jedyną zawodniczką z tego kraju była Antónia Moreira, która była w grupie A. W drugiej rundzie została pokonana przez kolumbijke Yuri Alvear – mistrzynią olimpijską została francuska Lucie Décosse.
| Zawodnik        | Konkurencja | 1/16             | 1/8                       | Ćwierćfinały     | Półfinały        | Repesaż 1        | Repesaż 2        | Finał            | Finał   |
| Zawodnik        | Konkurencja | Przeciwnik Wynik | Przeciwnik Wynik          | Przeciwnik Wynik | Przeciwnik Wynik | Przeciwnik Wynik | Przeciwnik Wynik | Przeciwnik Wynik | Pozycja |
| --------------- | ----------- | ---------------- | ------------------------- | ---------------- | ---------------- | ---------------- | ---------------- | ---------------- | ------- |
| Antónia Moreira | -70 kg      | BYE              | Yuri Alvear P 0001 – 0100 | NQ               | NQ               | NQ               | NQ               | NQ               | NQ      |

## Kajakarstwo
Kajakarstwo klasyczne
Angolę w tej dyscyplinie reprezentowała jedna załoga licząca dwóch zawodników: Nelson Henriques i Fortunato Luis Pacavira. W Afryce kwalifikacje odbywały się 9 – 10 września podczas mistrzostw Afryki w Maputo (Mozambik).
| Zawodnik                                 | Konkurencja | Eliminacje | Eliminacje | Półfinały | Półfinały | Finał    | Finał   | Pozycja |
| Zawodnik                                 | Konkurencja | Czas       | Pozycja    | Czas      | Pozycja   | Czas     | Pozycja | Pozycja |
| ---------------------------------------- | ----------- | ---------- | ---------- | --------- | --------- | -------- | ------- | ------- |
| Nelson Henriques                         | C-1 200m    | 55.268     | 6. (PF)    | 50.876    | 8.        | NQ       | NQ      | 23.     |
| Fortunato Luis Pacavira                  | C-1 1000m   | 4:39.723   | 6. (PF)    | 4:43.027  | 7. (F B)  | 4:35.017 | 6. (B)  | 14.     |
| Nelson Henriques Fortunato Luis Pacavira | C-2 1000m   | 4:16.478   | 6. (PF)    | 4:18.543  | 5. (F B)  | 4:15.497 | 4. (B)  | 12.     |

## Koszykówka

### Kwalifikacje

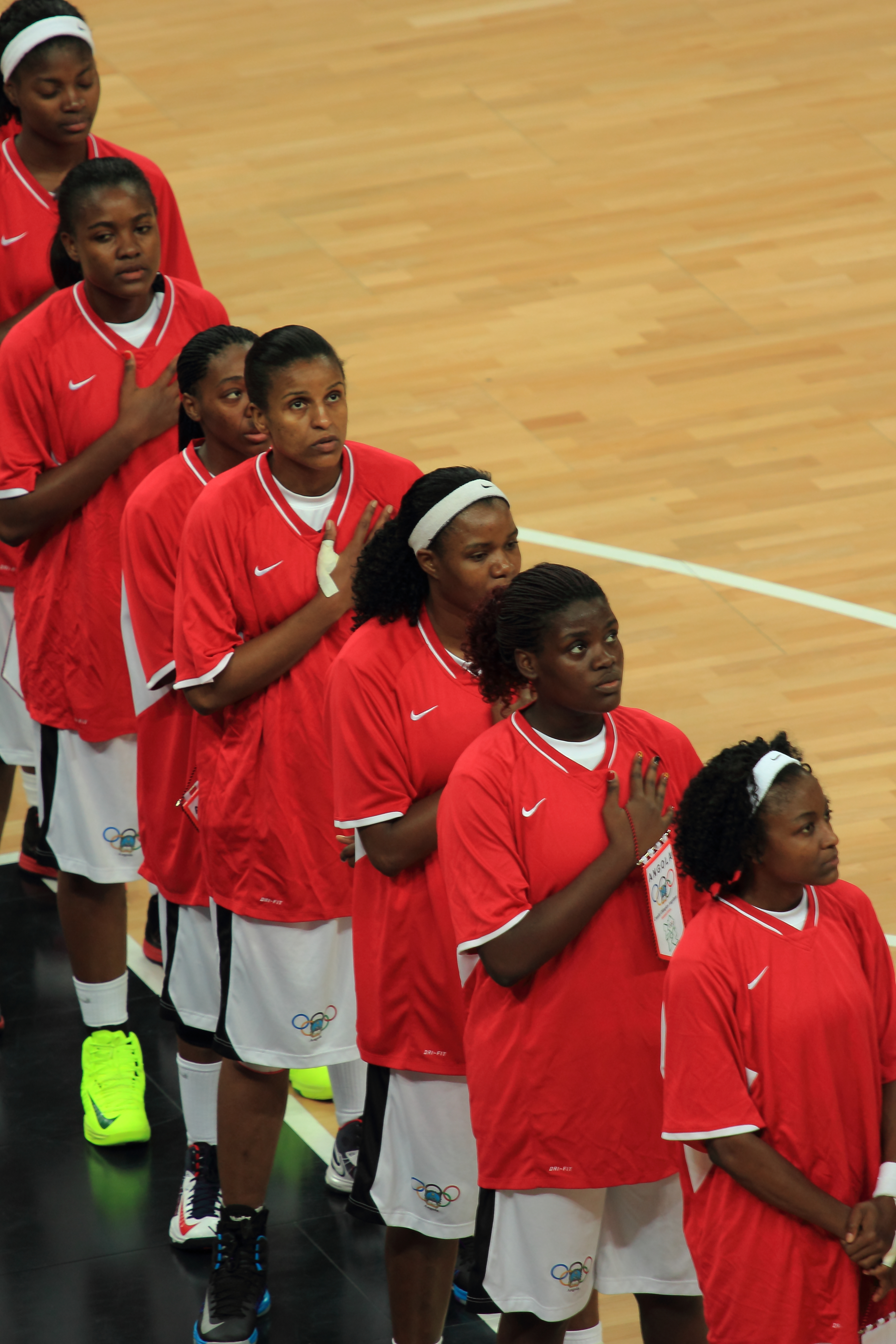
Koszykarki przed meczem z Chorwacją

W Afryce zawody kwalifikacyjne odbyły się podczas mistrzostw Afryki w koszykówce kobiet od 23 września do 2 października 2011 roku, organizatorem turnieju było Mali. Koszykarki znalazły się w grupie B gdzie musiały się zmierzyć z Senegalem, Nigerią, Kamerunen, Rwandą, Gwineą. Po 5 meczach grupowych zajęła drugie miejsce (przegrywając jedynie z Senegalem która zajęła pierwsze miejsce w grupie). Z fazy grupowej wyszły 4 drużyny z miejsc 1-4. 30 września koszykarki zmierzyły się w ćwierćfinale z reprezentacją Wybrzeża Kości Słoniowej, gdzie wygrały 72:51. 1 września w półfinale zmierzyły się z gospodarzem turnieju Mali (która w poprzedniej fazie pokonała Kamerun), po wyrównanym meczu Angola wyeliminowała przeciwnika 56:51. Następnego dnia w finale przyszło się im zmierzyć z Senegalem, z którym podczas fazy grupowej Angola przegrała. Mimo poprzedniego wyniku tym razem udało się wygrać 62:54. Zawodniczką Most Valuable Player (Najbardziej Wartościowy Gracz Turnieju) została reprezentantka kraju Nacissela Maurício
Skład zespołu
| Numer | Zawodnik               | Klub                                  | Pozycja | Wzrost |
| ----- | ---------------------- | ------------------------------------- | ------- | ------ |
| 4     | Catarina Camufal       | Inter-Clube de Luanda                 | PG      | 167 cm |
| 5     | Ana Gonçalves          | Interclube Benguela                   | F       | 182 cm |
| 6     | Felizarda Jorge        | Desportivo 1. de Agosto Luanda Angola | PG      | 172 cm |
| 7     | Angela Cardoso         | Primero de Agosto                     | SF      | 180 cm |
| 8     | Fineza Eusébio         | Desportivo 1. de Agosto Luanda Angola | G       | 178 cm |
| 9     | Madalena Felix         | Desportivo 1. de Agosto Luanda Angola | F       | 179 cm |
| 10    | Sonia Guadalupe        | Inter-Clube de Luanda                 | PF      | 188 cm |
| 11    | Luisa Tomas            | Inter-Clube de Luanda                 | C       | 192 cm |
| 12    | Astrida Vicente        | Inter-Clube de Luanda                 | SG      | 173 cm |
| 13    | Nacissela Maurício (C) | Desportivo 1. de Agosto Luanda Angola | SF      | 191 cm |
| 14    | Nadir Manuel           | Inter-Clube de Luanda                 | PF      | 185 cm |
| 15    | Ngiendula Filipe       | Inter-Clube de Luanda                 | SF      | 178 cm |
|       | Aníbal Moreira         |                                       | Trener  |        |

### Igrzyska Olimpijskie
Angola trafiła do grupy A gdzie musiała się zmierzyć m.in. ze Stanami Zjednoczonymi, Turcją czy Chinami. Spośród 6 drużyn zajęła ostatnie miejsce przegrywając wszystkie mecze. Zwycięzcą grupy zostały Stany Zjednoczone wygrywając wszystkie 5 meczów, z grupy wyszli również Turcja, Chiny, Czechy.
Faza grupowa
| Lp. | Drużyna           | Mecze | Mecze wygrane | Mecze przegrane | Punkty zdobyte | Punkty stracone | Różnica punktów | Stosunek | Punkty |
| --- | ----------------- | ----- | ------------- | --------------- | -------------- | --------------- | --------------- | -------- | ------ |
| 1   | Stany Zjednoczone | 5     | 5             | 0               | 462            | 279             | +183            | 1.656    | 10     |
| 2   | Turcja            | 5     | 4             | 1               | 343            | 316             | +27             | 1.085    | 9      |
| 3   | Chiny             | 5     | 3             | 2               | 346            | 363             | -17             | 0.953    | 8      |
| 4   | Czechy            | 5     | 2             | 3               | 346            | 332             | +14             | 1.042    | 7      |
| 5   | Chorwacja         | 5     | 1             | 4               | 324            | 379             | -55             | 0.855    | 6      |
| 6   | Angola            | 5     | 0             | 5               | 243            | 395             | -152            | 0.615    | 5      |

| 28 lipca 201214:30 | Turcja                                     | 72:50(21:8, 14:17, 23:14, 14:11) | Angola                                          | Basketball Arena, Londyn Sędzia: * Elena Chernova - Vitalis Gode - Fernando Sampietro |
| 28 lipca 201214:30 | Pkt:Palazoğlu 13 Zb:Çağlar 7 As:Vardarlı 5 | 72:50(21:8, 14:17, 23:14, 14:11) | Pkt:11 Maurício Zb:5 Tomas, Manuel As:2 Camufal | Basketball Arena, Londyn Sędzia: * Elena Chernova - Vitalis Gode - Fernando Sampietro |

| 30 lipca 201222:15 | Angola                                             | 38:90(12:22, 6:19, 11:28, 9:21) | Stany Zjednoczone                    | Basketball Arena, Londyn Sędzia: * Carole Delauné - Marcos Benito - Robert Lottermoser |
| 30 lipca 201222:15 | Pkt:Guadalupe 11 Zb:Maurício, Manuel 6 As:Manuel 2 | 38:90(12:22, 6:19, 11:28, 9:21) | Pkt:14 Parker Zb:12 Parker As:5 Bird | Basketball Arena, Londyn Sędzia: * Carole Delauné - Marcos Benito - Robert Lottermoser |

| 1 sierpnia 201211:15 | Chiny                                          | 76:52(15:13, 18:18, 24:6, 19:15) | Angola                                         | Basketball Arena, Londyn Sędzia: * Christos Christodoulou - Samir Abaakil - Shenal Bendke |
| 1 sierpnia 201211:15 | Pkt:Ma Zengyu 15 Zb:Gao Song 9 As:Miao Lijie 5 | 76:52(15:13, 18:18, 24:6, 19:15) | Pkt:12 Guadalupe Zb:9 Tomas As:2 trzech graczy | Basketball Arena, Londyn Sędzia: * Christos Christodoulou - Samir Abaakil - Shenal Bendke |

| 3 sierpnia 201209:00 | Angola                                          | 56:75(18:24, 14:17, 11:18, 13:16) | Chorwacja                               | Basketball Arena, Londyn Sędzia: * Stephen Seibel - Shoko Sugruro - Peng Ling |
| 3 sierpnia 201209:00 | Pkt:Tomas 15 Zb:Tomas, Maurício 8 As:Maurício 4 | 56:75(18:24, 14:17, 11:18, 13:16) | Pkt:23 Lelas Zb:7 Ivanković As:5 Mandir | Basketball Arena, Londyn Sędzia: * Stephen Seibel - Shoko Sugruro - Peng Ling |

| 5 sierpnia 201211:15 | Angola                                               | 47:82(18:23, 7:17, 10:18, 12:24) | Czechy                                      | Basketball Arena, Londyn Sędzia: * Rabah Noujaim - Vaughan Mayberry - Vitalis Gode |
| 5 sierpnia 201211:15 | Pkt:Maurício 18 Zb:Manuel 12 As:Eusébio, Guadalupe 2 | 47:82(18:23, 7:17, 10:18, 12:24) | Pkt:20 Zrůstová Zb:9 Horáková As:4 Elhotová | Basketball Arena, Londyn Sędzia: * Rabah Noujaim - Vaughan Mayberry - Vitalis Gode |

## Lekkoatletyka
Angolę reprezentowało dwóch zawodników: Manuel Antonio (w biegu na 800 metrów) i Felismina Cavela (w biegu na 800 metrów). Runda 1 odbyła się 6 sierpnia na Stadionie Olimpijskim. Manuel Antonio został rozstawiony w biegu 4 gdzie zajął 7. miejsce, za nim był Brice Etès, który został zdyskwalifikowany. Felismina Cavela startowała 8 sierpnia również na Stadionie Olimpijskim. W rundzie 1 została rozstawiona w biegu 4 gdzie zajęła 5 miejsca przed Rabia Ashiq, Julija Krewsun. Do dalszego uczestnictwa zabrakło jej 7 sekund.

### Mężczyźni
| Konkurencja    | Zawodnik      | Runda 1  | Runda 1 | Runda 2  | Runda 2 | Półfinał | Półfinał | Finał    | Finał   |
| Konkurencja    | Zawodnik      | Rezultat | Pozycja | Rezultat | Pozycja | Rezultat | Pozycja  | Rezultat | Pozycja |
| -------------- | ------------- | -------- | ------- | -------- | ------- | -------- | -------- | -------- | ------- |
| Manuel Antonio | Bieg na 800 m | 1:52.54  | 7.      | —        | —       | NQ       | NQ       | NQ       | NQ      |

### Kobiety
| Konkurencja      | Zawodnik      | Runda 1  | Runda 1 | Runda 2  | Runda 2 | Półfinał | Półfinał | Finał    | Finał   |
| Konkurencja      | Zawodnik      | Rezultat | Pozycja | Rezultat | Pozycja | Rezultat | Pozycja  | Rezultat | Pozycja |
| ---------------- | ------------- | -------- | ------- | -------- | ------- | -------- | -------- | -------- | ------- |
| Felismina Cavela | Bieg na 800 m | 2:10.95  | 5.      | —        | —       | NQ       | NQ       | NQ       | NQ      |

## Piłka ręczna

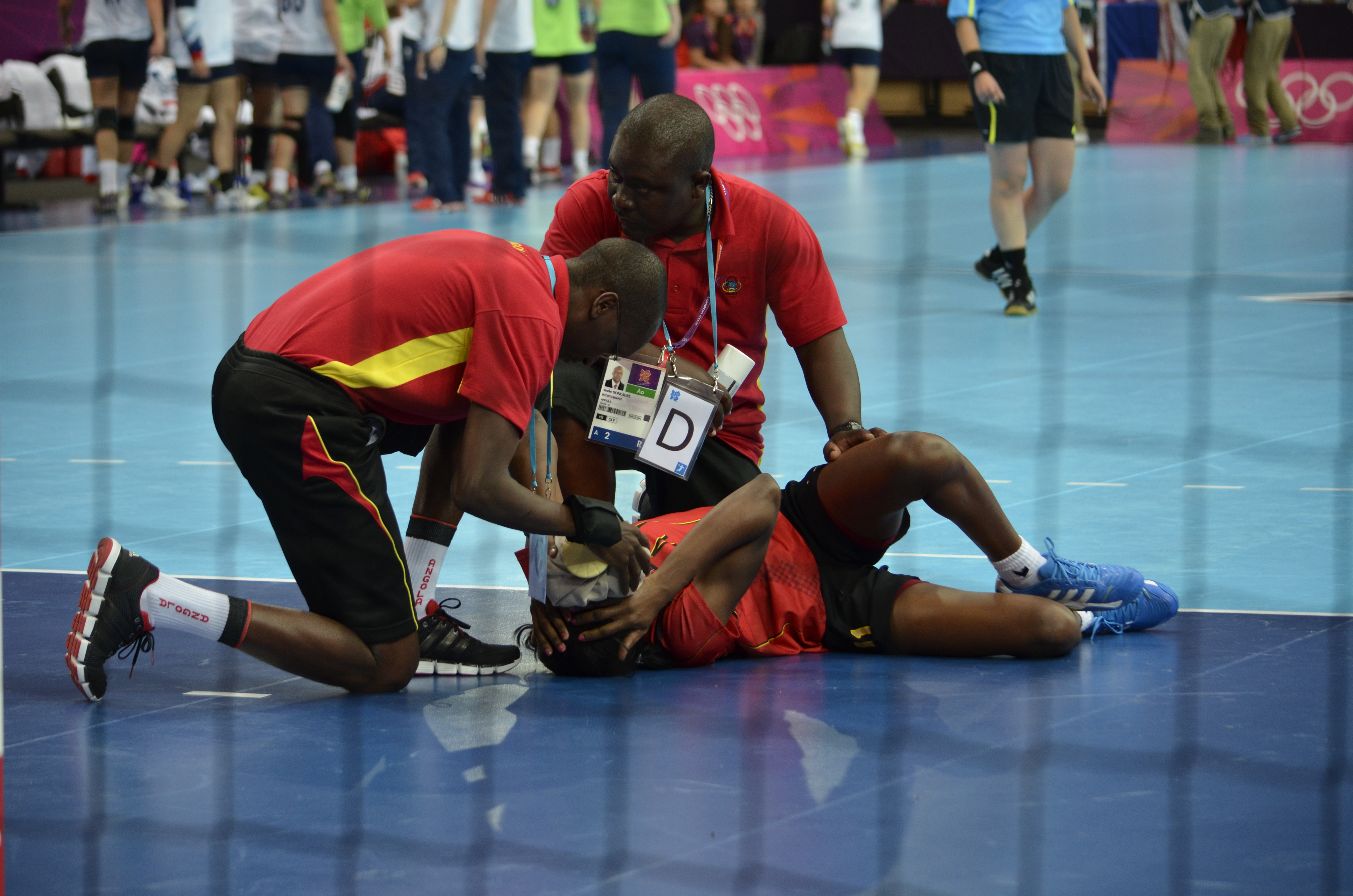

Kwalifikacjami piłki ręcznej kobiet do igrzysk były mistrzostwa Afryki 2011 odbywające się w Casablanca (Maroko). Zawodniczki zostały rozlosowane w grupie A gdzie musiałby się zmierzyć z DR Kongo, Kamerunem, Wybrzeżem Kości Słoniowej, Egiptem. Do rozegrania w grupie było cztery mecze w których Angola wygrała wszystkie. Po łatwym przejściu przez grupę zawodniczki zmierzyły się z Senegalem z którym wygrały 41:20. Następnym przeciwnikiem było DR Kongo, które było rywalem już w fazie grupowej (40:15), w fazie pucharowej angolki znów wygrały 39:19. W finale zmierzyły się z Tunezją, która była liderem grupy B, po zaciętej walce Angola wygrała 26:24.
Podczas igrzysk w fazie grupowej zostały rozlosowane do grupy A gdzie zajęły piąte miejsce, nie przechodząc do kolejnej rundy.
Skład
- Trener: Eduardo Gallardo[24]

| Nr | Imię i nazwisko  | Data urodzenia            | Wzrost (cm) | Klub                      |
| -- | ---------------- | ------------------------- | ----------- | ------------------------- |
| 1  | Neide Barbosa    | 23 września 1980(dts)     | 178         | Petro Atlético            |
| 2  | Joelma Viegas    | 15 października 1986(dts) | 168         | Primeiro de Agosto Luanda |
| 7  | Carolina Morais  | 13 kwietnia 1986(dts)     | 167         | Primeiro de Agosto Luanda |
| 8  | Nair Almeida     | 23 stycznia 1984(dts)     | 180         |                           |
| 9  | Isabel Guialo    | 8 kwietnia 1980(dts)      | 168         |                           |
| 10 | Isabel Fernandes | 5 czerwca 1985(dts)       | 180         | Petro Atlético            |
| 11 | Luisa Kiala      | 25 stycznia 1982(dts)     | 179         | Petro Atlético            |
| 12 | Cristina Direito | 15 marca 1985(dts)        | 166         |                           |
| 14 | Natalia Bernardo | 25 grudnia 1986(dts)      | 170         | Petro Atlético            |
| 15 | Azenaide Carlos  | 14 czerwca 1990(dts)      | 174         | Primeiro de Agosto Luanda |
| 17 | Ana Barros       | 16 lutego 1993(dts)       | 173         |                           |
| 18 | Marcelina Kiala  | 9 listopada 1979(dts)     | 177         |                           |
| 20 | Marta Santos     | 25 grudnia 1988(dts)      | 158         | Petro Atlético            |
| 21 | Magda Cazanga    | 28 maja 1991(dts)         | 172         | Petro Atlético            |

| Drużyna         | M | W | R | P | +   | –   | +/- | Pkt |
| --------------- | - | - | - | - | --- | --- | --- | --- |
| Brazylia        | 5 | 4 | 0 | 1 | 137 | 122 | +15 | 8   |
| Chorwacja       | 5 | 4 | 0 | 1 | 145 | 115 | +30 | 8   |
| Rosja           | 5 | 3 | 1 | 1 | 151 | 125 | +26 | 7   |
| Czarnogóra      | 5 | 2 | 1 | 2 | 137 | 123 | +14 | 5   |
| Angola          | 5 | 1 | 0 | 4 | 132 | 142 | -10 | 2   |
| Wielka Brytania | 5 | 0 | 0 | 5 | 91  | 166 | -75 | 0   |

| 28 lipca 201209:30 | Rosja      | 30:27(16:11) | Angola   | Copper Box, Londyn Widzów: 3604 Sędzia: Nachevski, Nikolov |
| 28 lipca 201209:30 | Postnowa 5 | 30:27(16:11) | 5 Guialo | Copper Box, Londyn Widzów: 3604 Sędzia: Nachevski, Nikolov |
| 28 lipca 201209:30 | 3× · 3×    | 30:27(16:11) | 4× · 3×  | Copper Box, Londyn Widzów: 3604 Sędzia: Nachevski, Nikolov |

| 30 lipca 201209:30 | Angola          | 23:28(11:13) | Chorwacja | Copper Box, Londyn Widzów: 3892 Sędzia: Al-Nuaimi, Omar |
| 30 lipca 201209:30 | Guialo, Kiala 5 | 23:28(11:13) | 9 Zebić   | Copper Box, Londyn Widzów: 3892 Sędzia: Al-Nuaimi, Omar |
| 30 lipca 201209:30 | 4× · 2×         | 23:28(11:13) | 2× · 3×   | Copper Box, Londyn Widzów: 3892 Sędzia: Al-Nuaimi, Omar |

| 1 sierpnia 201211:15 | Czarnogóra           | 30:25(13:14) | Angola   | Copper Box, Londyn Widzów: 4354 Sędzia: Abdulla, Bamutref |
| 1 sierpnia 201211:15 | Popović, Bulatović 6 | 30:25(13:14) | 7 Carlos | Copper Box, Londyn Widzów: 4354 Sędzia: Abdulla, Bamutref |
| 1 sierpnia 201211:15 | 3× · 3×              | 30:25(13:14) | 3× · 3×  | Copper Box, Londyn Widzów: 4354 Sędzia: Abdulla, Bamutref |

| 3 sierpnia 201209:30 | Angola    | 31:25(14:10) | Wielka Brytania | Copper Box, Londyn Widzów: 4081 Sędzia: Florescu, Duţă |
| 3 sierpnia 201209:30 | Almeida 8 | 31:25(14:10) | 9 Gerbron       | Copper Box, Londyn Widzów: 4081 Sędzia: Florescu, Duţă |
| 3 sierpnia 201209:30 | 3× · 2×   | 31:25(14:10) | 1× · 3×         | Copper Box, Londyn Widzów: 4081 Sędzia: Florescu, Duţă |

| 5 sierpnia 201211:15 | Brazylia           | 29:26(14:9) | Angola  | Copper Box, Londyn Widzów: 4585 Sędzia: Bartlett, Stokes |
| 5 sierpnia 201211:15 | trzy zawodniczki 5 | 29:26(14:9) | 6 Kiala | Copper Box, Londyn Widzów: 4585 Sędzia: Bartlett, Stokes |
| 5 sierpnia 201211:15 | 1× · 3×            | 29:26(14:9) | 3× · 3× | Copper Box, Londyn Widzów: 4585 Sędzia: Bartlett, Stokes |

## Pływanie
Kobiety
| Zawodniczka       | Konkurencja       | Eliminacje | Eliminacje | Półfinał | Półfinał | Finał | Finał   |
| Zawodniczka       | Konkurencja       | Czas       | Miejsce    | Czas     | Miejsce  | Czas  | Miejsce |
| ----------------- | ----------------- | ---------- | ---------- | -------- | -------- | ----- | ------- |
| Mariana Henriques | 50 m st. dowolnym | 31.36      | 61.        | NQ       | NQ       | NQ    | NQ      |